# Rehberg (Galizien)
Koordinaten: 49° 54′ 18″ N, 23° 11′ 33″ O
Rehberg (ab 1926 polnisch Pyszówka) ist eine ehemalige deutsche und polnische Ansiedlung in der westlichen Ukraine. Sie liegt etwa 1 Kilometer südöstlich von Sarny (Сарни), im Rajon Jaworiw der Oblast Lwiw.
Die Kolonie entstand im Jahre 1788 im Zuge der Josephinischen Kolonisation. Deutsche Kolonisten reformierter Konfession wurden dort angesiedelt. Im späteren 19. Jahrhundert wurden die Bauernhöfe der Deutschen von Polen aus Grodzisko bei Leżajsk teilweise gekauft und auf diese Weise schrittweise polonisiert.
Im Jahre 1900 wurde Rehberg vom Verzeichnis der protestantischen Gemeinden weggestrichen. Die Gemeinde Rehberg hatte in diesem Jahr 23 Häuser mit 143 Einwohnern, davon 107 polnischsprachige, 34 deutschsprachige, 2 ruthenischsprachige, 96 römisch-katholische, 13 griechisch-katholische, 34 anderen Glaubens.
Im Jahre 1904 wurde die lokale protestantische Kapelle als römisch-katholische vom Bischof Józef Sebastian Pelczar wiedergeweiht; sie gehörte der Pfarrei in Krakowez (Krakowiec).
Nach dem Ende des Polnisch-Ukrainischen Kriegs 1919 kam Rehberg zu Polen. Im Jahre 1921 hatte die Gemeinde 31 Häuser mit 170 Einwohnern, davon alle Polen, 169 römisch-katholische, 1 griechisch-katholisch.
Im Jahre 1927 wurde der Name Rehberg auf Pyszówka, nach dem langjährigen Bürgermeister des Ortes Wojciech Pysz, geändert.
Im Verlauf des Zweiten Weltkriegs wurde der Ort zunächst von der Sowjetunion besetzt und kam dann 1941 in den Distrikt Galizien.
Am 7. April 1944 wurden zwischen 50 und 100 Polen von OUN-UPA brutal getötet und die Gebäude (45 Bauernhöfe) ganz verbrannt.